# Schefflera myriocarpa
Schefflera myriocarpa är en araliaväxtart som beskrevs av Hermann August Theodor Harms. Schefflera myriocarpa ingår i släktet Schefflera och familjen araliaväxter. Inga underarter finns listade.